# روبرت آرون
روبرت آرون (بالفرنسية: Robert Aron)‏ هو مؤرخ وفيلسوف وكاتب فرنسي، ولد في 25 مايو 1898 في Le Vésinet ‏ في فرنسا، وتوفي في 19 أبريل 1975 في باريس في فرنسا.

## وصلات خارجية
- روبرت آرون على موقع IMDb (الإنجليزية)
- روبرت آرون على موقع مونزينجر (الألمانية)